# Nagoda East
Nagoda East är en administrativ by i Sri Lanka.   Den ligger i provinsen Västprovinsen, i den sydvästra delen av landet, 40 km söder om huvudstaden Colombo.